# Thunderhill Raceway Park
Der Thunderhill Raceway Park ist ein bei Willows, in Kalifornien, gelegener Motorsportpark. Er umfasst unter anderem mit 7,403 km Länge eine der längsten permanente Motorsport-Rundstrecke der USA.

## Geschichte
Die Planungen für die Rennstrecke in der Nähe von Willows in Nordkalifornien begannen Mitte der 1980er Jahre, nachdem die Regionale Abteilung des Sports Car Club of America zunehmend unzufrieden mit der Behandlung durch die örtlichen Rennstrecken Sears Point und Laguna Seca war, insbesondere was die Sicherung von Rennterminen betraf. Da auch der Riverside International Raceway geschlossen werden sollte, wurde die Entscheidung getroffen, eine neue Strecke für Clubsport-Erfordernisse zu bauen.
Der Bau der Strecke wurde im Januar 1993 begonnen, wobei der ursprüngliche Kurs 9 Kurven und eine Länge von 1,9 Meilen hatte. Am Bau beteiligt war auch Streckenarchitekt Art Siri der auch den Sears Point Raceway gestaltet hatte. 1997 erfolgte eine weitere Erweiterung auf 4,5 km Länge und 15 Kurven.
2014 erfolgte die Erweiterung des 1997 gebauten Westloop auf die heutige Länge von über 7 km. Damit war der Thunderhill Raceway Park bis zur letzten Streckenerweiterung des 8,208 km langen Thermal Club Rennresorts in 2017 für 3 Jahre die längste Motorsportrundstrecke in den USA. In Analogie zur auch in den USA bekannten Nürburgring Nordschleife wird die Streckenvariante des Gesamtkurses auch als „Thunderschleife“ bezeichnet.

## Streckenbeschreibung
Die permanente Rennstrecke besteht aus 3 unabhängig voneinander befahrbaren Streckenteilen, die über Anbindungen zusammengelegt werden können und dann eine bis zu 7,403 km lange Strecke bilden. Daneben gibt es auch eine Motocrossstrecke und 2 Skidplanes für Fahrerlehrgänge.

## Veranstaltungen
Die vom kalifornischen SCCA betriebene Strecke ist das Zentrum des Club-Motorsports in Kalifornien. Bekanntester Event sind die 25 Stunden von Thunderhill, die seit 1998 auf der 3-Meilen-Variante ausgetragen werden.